# Oconostota
Oconostota (ca. 1710 – 1783) var en af cherokeestammens kendte krigshøvdinge i midten af 1700-tallet og stammens overhøvding fra 1775 til 1781.

## Navn
Som med så mange andre cherokesere fra denne periode, er det usikkert, hvad han egentlig hed, og hvordan navnet skal staves. Det skyldes primært, at stammen ikke selv fik et skriftsprog før 1821, og at navnene blev nedskrevet, som nedskriveren mente, at de skulle staves. En anden årsag er, at mange cherokesere var kendt under forskellige navne i løbet af deres liv. 
Oconostota er den mest brugte vestlige stavemåde, men også andre ses. Fx er navnet stavet Oconastota på hans gravsten, opsat mange år efter hans død. Etnografen James Mooney, der boede blandt cherokeserne fra 1887 til 1889, og som blandt andet udgav en bog om deres historie og myter, gengiver navnet som Aganstata, og forklarer at det betyder "murmeldyrpølse" fra agana, "murmeldyr" og tsitau, "jeg støder det", et udtryk for at knuse kød i en morter". Nogle kilder kalder ham Cunne Shote, men det er ikke korrekt; Cunne Shote var en anden, tidligere høvding over stammen. Forvirringen kan skyldes at Cunne Shote blev kaldt Standing Turkey på engelsk, mens Oconostota af og til gik under navnet Stalking Turkey.

## Baggrund
Flere kilder anfører, at Oconostota var søn af overhøvdingen Moytoy af Tellico , men det er egentlig uinteressant, hvem hans far var, da fædre ikke blev betragtet som familie til deres egne børn.[kilde mangler] Hans mors navn menes at være Aganunitsi, men det vides ikke med sikkerhed. Man ved dog, at hun var søster til en anden tidligere overhøvding, Old Hop. Sidstnævnte var i henhold til cherokesernes sædvane en nærmere slægtning end Moytoy. Gennem sin mor, var han fætter til en af stammens kendte fredshøvdinge, Attacullaculla. Da også klantilhørsforholdet fulgte moderen, som var af De vilde kartoflers klan, var han medlem af samme klan.
Der vides ikke meget om Oconostotas barn- og ungdom, men han voksede op i byen Tellico (i det nuværende Monroe County i Tennessee, og må have boet her et stykke tid, før han blev gift første gang, for han nåede at blive kendt som "Krigeren fra Tellico" inden han senere blev kendt som "Krigeren fra Chota". Der vides ikke meget om hans første hustru, men hun var medlem af Malingsklanen, og boede i byen Chota (ligeledes i Monroe County). Efter cherokesisk tradition forlod Oconostota sin klan, da han blev gift og blev medlem af sin hustrus klan og han boede derfor i Chota det meste af sit liv. Med konen fik han en datter, Nionne Ollie (måske adopteret), som senere blev gift med hans fætter, Attacullaculla.
Der er usikkerhed i kilderne om, hvor mange gange Oconostota var gift (nogle har tre gange, andre fire), men der er stor enighed om, at han kun var gift med en hustru ad gangen, selv om stammen tillod flerkoneri. En hans koner (den anden eller tredje) var en engelsk kvinde ved navn Lucy Ward. Efter en del kilder skulle hun have været en hofdame hos den britiske dronning Caroline og han havde truffet hende ved et besøg i England i 1730. Dette lyder imidlertid ikke sandsynligt. Navnene på de syv cherokesere, som besøgte England og blev præsenteret for kongen, George II, i 1730 er kendte, og Oconostotas var ikke mellem dem, heller ikke selv om man accepterer en vestlig forvrængning af navnet. Derimod var hans fætter Attacullaculla med på turen og muligvis også en af hans brødre. Under alle omstændigheder blev han gift med en Lucy Ward omkring 1737, som først var adopteret ind i stammen, sandsynligvis i Ulveklanen, som Oconostota derefter kom til at tilhøre. Han fik to børn med hende. Efter Lucys død blev han gift endnu en gang med en kvinde ved navn Oloosta. Han adopterede et barn, hun allerede havde, men de fik ingen børn sammen.

## Høvding
I modsætning til sin fætter, Attacullaculla, der var meget loyal overfor England, var Oconostota franskvenlig og flagede med et fransk flag fra sin hytte. Dette gav anledning til en del stridspørgsmål mellem de to fætre, ikke mindst da Attacullaculla blev overhøvding i 1760, men selv om de ikke var enige i dette spørgsmål, forsøgte de at samarbejde til stammens bedste, og det lykkedes som regel. Da Oconostota i 1759 blev taget til fange sammen med 31 andre høvdinge under en fredsmission til Charleston i South Carolina, var han én af de tre høvdinge, som Attacullaculla fik forhandlet frigivelsen af.
Oconostotas præference for Frankrig frem for England forhindrede ham dog ikke i at lede angreb på både engelske og franske bosættelser i området, og i samarbejde med Attacullaculla førte han blandt andet krig med franske nybyggere, som havde slået sig ned i det, der nu er Tennessee. Efter at den Anglo-Cherokesiske Krig (1758-1761) var slut, kom en periode med forholdsvis fred, men efterhånden som flere og flere engelske kolonister flyttede ind i cherokesernes område, begyndte den fredelige og engelskvenlige Attacullacullas stjerne at blegne, mens den mere krigeriske Oconostota blev mere og mere populær, og i 1775 afløste han sin fætter som stammens overhøvding. 
Tiden som overhøvding blev dog ret kort. Perioden var fyldt med kampe og krige (han var ikke krigshøvding for ingenting), og det hele kulminerede i 1780 under Den Amerikanske uafhængighedskrig. Cherokeestammen havde valgt at stå på Englands side i kampene mod de oprørske kolonister, da de mente, at royalisterne ville være mere tilbøjelige til at lade dem beholde deres land end kolonisterne, som allerede havde bosat sig på store dele af det. I 1780 blev de to "tvillingebyer", Tanasi og Oconostotas egen hjemby, Chota, ødelagt af revolutionstropper. I 1781 trak han sig tilbage som overhøvding og udpegede som sin afløser Savanukah, Ravnen fra Chota. Savanukah blev ikke særligt vellidt blandt stammens medlemmer, da han blev betragtet som "for krigerisk", og efter Oconostotas død i 1783, blev han afsat og erstattet som overhøvding af fredshøvdingen Old Tassel .
Oconostota blev begravet i sin hjemby. Med i graven fik han et par briller, som han på et tidspunkt havde fået som gave, og som han var meget glad for.

## Mindesmærke
Da man i 1979 skulle anlægge Tellico Reservoir, som ville oversvømme flere tidligere cherokeserbopladser, blev der foretaget arkæologiske udgravninger af disse. Under udgravningerne i Chota fandt man Oconostotas grav, som blev genkendt på grund af brillerne. Hans jordiske rester blev flyttet til et område, der lå over vandlinjen på det kommende reservoir, der hvor stammens rådshytte i sin tid havde ligget. På graven blev der sat en gravsten lige uden for monumentet, som mindes selve byen Chota. På stenen står: 'Oconastota – Great Warrior of the Cherokees – Ca. 1710 – 1783.